# Chantal Réga
Chantal Réga (Nantes, Francia, 7 de agosto de 1955) es una atleta francesa retirada especializada en la prueba de 400 m vallas, en la que ha conseguido ser medallista de bronce europea en 1982.

## Carrera deportiva
En el Campeonato Europeo de Atletismo de 1982 ganó la medalla de bronce en los 400 m vallas, con un tiempo de 54.93 segundos, llegando a meta tras la sueca Ann-Louise Skoglund que con 54.58 segundos batió el récord de los campeonatos, y la alemana Petra Pfaff.